# Rugby Parma F.C. 1931 2004-2005

## Super 10 2004-05

### Stagione regolare
| Incontro                | Andata | Ritorno |
| ----------------------- | ------ | ------- |
| Parma — Leonessa        | 27-22  | 20-17   |
| Rovigo — Parma          | 20-10  | 15-31   |
| Benetton — Parma        | 33-0   | 42-13   |
| Parma — Amatori Catania | 27-28  | 31-39   |
| Petrarca — Parma        | 52-12  | 17-37   |
| Parma — Calvisano       | 28-22  | 3-21    |
| GRAN Parma — Parma      | 24-31  | 6-8     |
| Parma — Viadana         | 12-23  | 21-34   |
| L’Aquila — Parma        | 29-27  | 27-23   |

#### Risultati della stagione regolare
| Posizione | G  | V | N | P  | PF  | PS  | DP   | B | Pt |
| --------- | -- | - | - | -- | --- | --- | ---- | - | -- |
| 8ª        | 18 | 7 | 0 | 11 | 361 | 471 | -110 | 5 | 33 |

### Spareggio per la European Challenge Cup 2005-06
| Incontro       | Risultato |
| -------------- | --------- |
| Rovigo — Parma | 17-20     |

## Coppa Italia 2004-05

### Prima fase
| Incontro         | Risultato |
| ---------------- | --------- |
| Benetton — Parma | 18-17     |
| Parma — Leonessa | 27-20     |
| Parma — Rovigo   | 57-24     |
| L’Aquila — Parma | 25-13     |

#### Risultati della prima fase
| Posizione | G | V | N | P | PF  | PS | DP  | B | Pt |
| --------- | - | - | - | - | --- | -- | --- | - | -- |
| 3ª        | 4 | 2 | 0 | 2 | 114 | 87 | +27 | 3 | 11 |

## European Challenge Cup 2004-05

### Turno preliminare
| Incontro            | Andata | Ritorno |
| ------------------- | ------ | ------- |
| El Salvador — Parma | 36-12  | 10-36   |

### Ottavi di finale
| Incontro         | Andata | Ritorno |
| ---------------- | ------ | ------- |
| Parma — Saracens | 19-18  | 6-52    |

## Verdetti
- Parma qualificato alla European Challenge Cup 2005-06.